# Idea iasonia
Espèce
Statut de conservation UICN

 NT  : Quasi menacé
Idea iasonia est une espèce de papillons de la famille des Nymphalidae, de la sous-famille des Danainae et du genre Idea.

## Taxinomie
Idea iasonia a été décrit par John Obadiah Westwood en 1843 sous le nom initial de Hestia iasonia.

### Nom vernaculaire
Idea iasonia se nomme Ceylon Tree-nymph en anglais.

## Description
Idea iasonia est un grand papillon d'une envergure de 110 mm à 155 mmblanc veiné et orné de noir avec une ligne marginale de points noirs.

## Biologie

### Plantes hôtes
Les plantes hôtes de sa chenille sont des Aganosma.

## Écologie et distribution
Idea iasonia est présent dans le sud de l'Inde, au Sri Lanka et en Malaisie.

### Biotope
Idea iasonia réside dans la canopée de la forêt humide ou en zone plus sèche en bordure de rivières.

### Protection
Il est listé NT.